# Morning Sun
Pour les articles homonymes, voir Morning Sun (homonymie).
 (septembre 2013).
 (septembre 2013).

Morning Sun (en français : Le Soleil du matin) est un film documentaire à caractère non commercial sur le thème de la Révolution culturelle chinoise. Sorti aux États-Unis, ce film a été un événement marquant pour la communauté chinoise locale. Il fait suite à un documentaire sur l'histoire de Carma Hinton intitulé The Gate of Heavenly Peace. Morning Sun a été en majorité financé par la Fondation nationale pour les sciences humaines.

## Synopsis
Ce film retrace la Révolution culturelle du point de vue d'enfants de fonctionnaires du gouvernement.
Se basant notamment sur la comédie musicale L'Orient est rouge et le roman Le Taon, il permet d'appréhender les motivations et l'idéologie initiales des "Gardes Rouges" puis leur remise en cause.
Le film suit une narration chronologique et débute avant la Révolution culturelle au moment de la Campagne de rectification de Yan’an et poursuit son récit jusqu'au jugement de la Bande des Quatre dans les années 1980.
Morning Sun a été traduit en quatre langues et  a été diffusé à la télévision aux États-Unis, au Royaume-Uni, en Allemagne et en France.

## Sur la réalisatrice Carma Hinton
Carma Hinton dit avoir une profonde amitié pour la Chine. Selon elle, « Toute l'histoire du XXe siècle, c'est une histoire de la quête humaine, de l'utopie. Cette quête existe dans divers groupes raciaux, différentes cultures. Mais parfois, pour certains groupes, quand leur croyance a été contestée par les étrangers, n'acceptent ni ne pardonnent les "ennemis". Ils répriment même les camarades de leur propre classe. Pourtant, ils revendiquent agir en vertu de la "justice"».
Ce film est pour elle un témoignage à vocation universelle.